# بافالو سيبرز
بافالو سيبرز (بالإنجليزية: Buffalo Sabres)‏ هو فريق هوكي جليد أمريكي محترف يلعب في الشعبة الأطلسية من القسم الشرقي في دوري الهوكي الوطني (NHL).